# Manouchehr Mottaki
Manouchehr Mottaki (12 de maio de 1953) é um político iraniano, Ministro dos Negócios Estrangeiros de seu país. Embora tecnicamente designado por Mahmoud Ahmadinejad, ele é considerado mais próximo a facções conservadoras e durante a eleição presidencial de 2005, foi o gerente da campanha de Ali Larijani, candidato conservador de direita.
Foi membro do parlamento no primeiro Majlis, liderou o 7.º gabinete de Negócios Estrangeiros (1984), foi embaixador na Turquia (1985), secretário-geral do ministério para os assuntos da Europa Ocidental (1989), vice-ministro dos negócios estrangeiros (1989) e vice-ministro para os assuntos legais, consulares e parlamentares (1992). Foi depois embaixador no Japão (1994), conselheiro do ministro dos Negócios Estrangeiros (1999), vice-líder da cultura e assuntos islâmicos (2001) e liderou o comité de relações exteriores da comissão de política externa do 7.º Majlis.